# Vyacheslav Karavaev
Vyacheslav Sergeyevich Karavaev (Moscú, Rusia, 20 de mayo de 1995) es un futbolista ruso. Juega de defensa y su equipo es el Zenit de San Petersburgo de la Liga Premier de Rusia.

## Selección nacional
Debutó con la selección absoluta de Rusia el 13 de octubre de 2019 en el partido de clasificación para la Eurocopa 2020 contra Chipre que ganaron los rusos por 0 a 5.

### Goles internacionales
| N.º | Fecha                   | Estadio                                            | Rival   | Gol | Resultado | Competición                         |
| --- | ----------------------- | -------------------------------------------------- | ------- | --- | --------- | ----------------------------------- |
| 1   | 3 de septiembre de 2020 | VTB Arena, Moscú, Rusia                            | Serbia  | 2-0 | 3-1       | Liga de Naciones de la UEFA 2020-21 |
| 2   | 1 de junio de 2021      | Estadio Municipal de Breslavia, Breslavia, Polonia | Polonia | 1-1 | 1-1       | Amistoso                            |

## Clubes
| Club                         | País            | Año       |
| ---------------------------- | --------------- | --------- |
| P. F. C. CSKA Moscú          | Rusia           | 2013-2016 |
| F. K. Dukla Praga (préstamo) | República Checa | 2014-2015 |
| F. K. Jablonec (préstamo)    | República Checa | 2015-2016 |
| A. C. Sparta Praga           | República Checa | 2016-2018 |
| S. B. V. Vitesse             | Países Bajos    | 2018-2019 |
| Zenit de San Petersburgo     | Rusia           | 2019-     |

## Palmarés

### Títulos nacionales
| Título                | Club                     | País  | Año     |
| --------------------- | ------------------------ | ----- | ------- |
| Liga Premier de Rusia | P. F. C. CSKA Moscú      | Rusia | 2013-14 |
| Liga Premier de Rusia | Zenit de San Petersburgo | Rusia | 2019-20 |
| Copa de Rusia         | Zenit de San Petersburgo | Rusia | 2019-20 |
| Supercopa de Rusia    | Zenit de San Petersburgo | Rusia | 2020    |
| Liga Premier de Rusia | Zenit de San Petersburgo | Rusia | 2020-21 |
| Supercopa de Rusia    | Zenit de San Petersburgo | Rusia | 2021    |
| Liga Premier de Rusia | Zenit de San Petersburgo | Rusia | 2021-22 |
| Supercopa de Rusia    | Zenit de San Petersburgo | Rusia | 2022    |
| Liga Premier de Rusia | Zenit de San Petersburgo | Rusia | 2022-23 |
| Supercopa de Rusia    | Zenit de San Petersburgo | Rusia | 2023    |
| Liga Premier de Rusia | Zenit de San Petersburgo | Rusia | 2023-24 |
| Copa de Rusia         | Zenit de San Petersburgo | Rusia | 2023-24 |
| Supercopa de Rusia    | Zenit de San Petersburgo | Rusia | 2024    |